# Piet Moeskops
Pieter Daniel "Piet" Moeskops (ur. 14 listopada 1893 w Geertruidenbergu  – zm. 15 listopada 1964 w Hadze) – holenderski kolarz torowy, siedmiokrotny medalista mistrzostw świata.

## Kariera
Pierwszy sukces w karierze Piet Moeskops osiągnął w 1916 roku, kiedy został wicemistrzem kraju w sprincie indywidualnym zawodowców. W 1921 roku wystartował na mistrzostwach świata w Kopenhadze, gdzie w tej samej konkurencji był najlepszy, bezpośrednio wyprzedzając Australijczyka Roberta Spearsa oraz Francuza Pierre'a Sergenta. W tej samej konkurencji Moeskops zdobył jeszcze sześć medali: złote na MŚ w Paryżu (1922), MŚ w Zurychu (1923), MŚ w Paryżu (1924) i MŚ w Mediolanie (1926) oraz srebrne podczas MŚ w Zurychu (1929) i MŚ w Brukseli (1930). Ponadto zdobył łącznie 15 medali torowych mistrzostw kraju, w tym dziesięć złotych. Nigdy nie wystąpił na igrzyskach olimpijskich.